# 松江花鳥園車站
松江花鳥園車站（日语：／ Matsue Fōgeru pāku eki */?），中文也會被稱為松江沃格爾公園車站或松江鳥園車站，是位於日本島根縣松江市大垣町，屬於一畑電車北松江線的鐵路車站。
車站為2001年為配合松江花鳥園的開幕所設立，車站月台距離松江花鳥園的入口僅不到100公尺。

## 車站構造
松江花鳥園車站的月台為1面1線的側式月台，月台位於軌道的北側，月台上舍有一間候車室，月台的雨遮屋頂以常見於神社建築的千木作為裝飾。

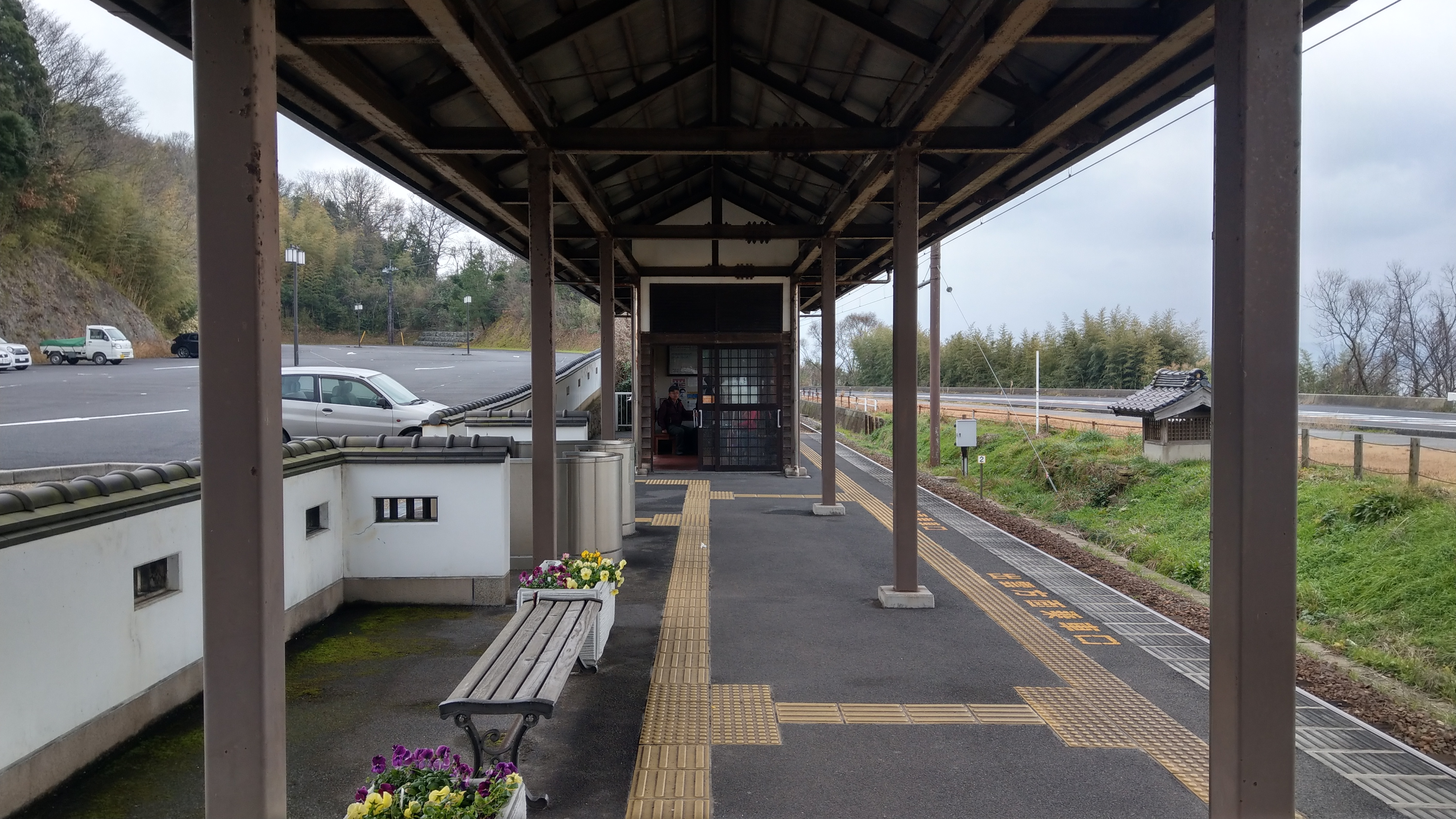
車站月台，右側為鐵軌，左側為松江花鳥園的停車場
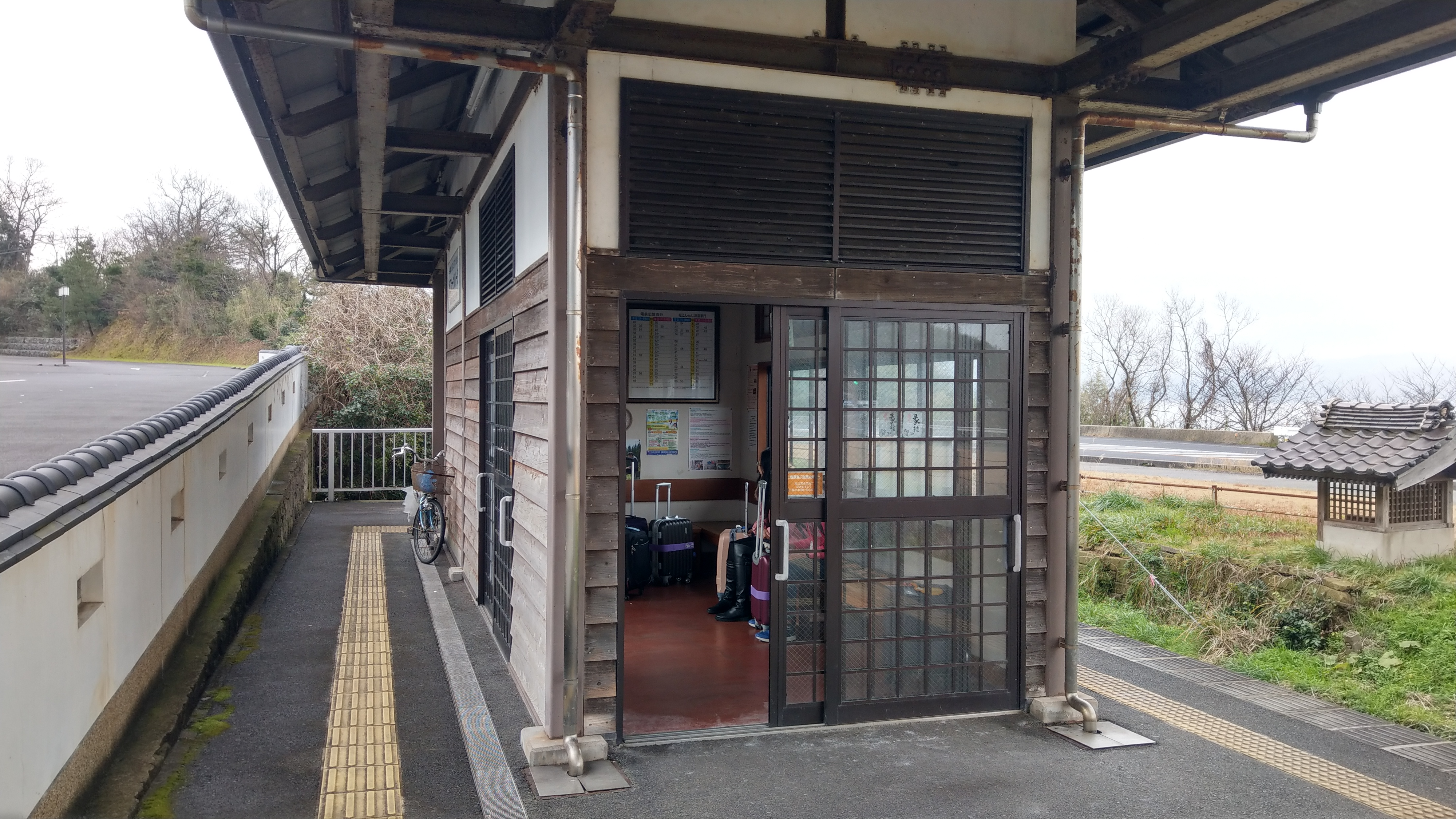
月台上的候車室
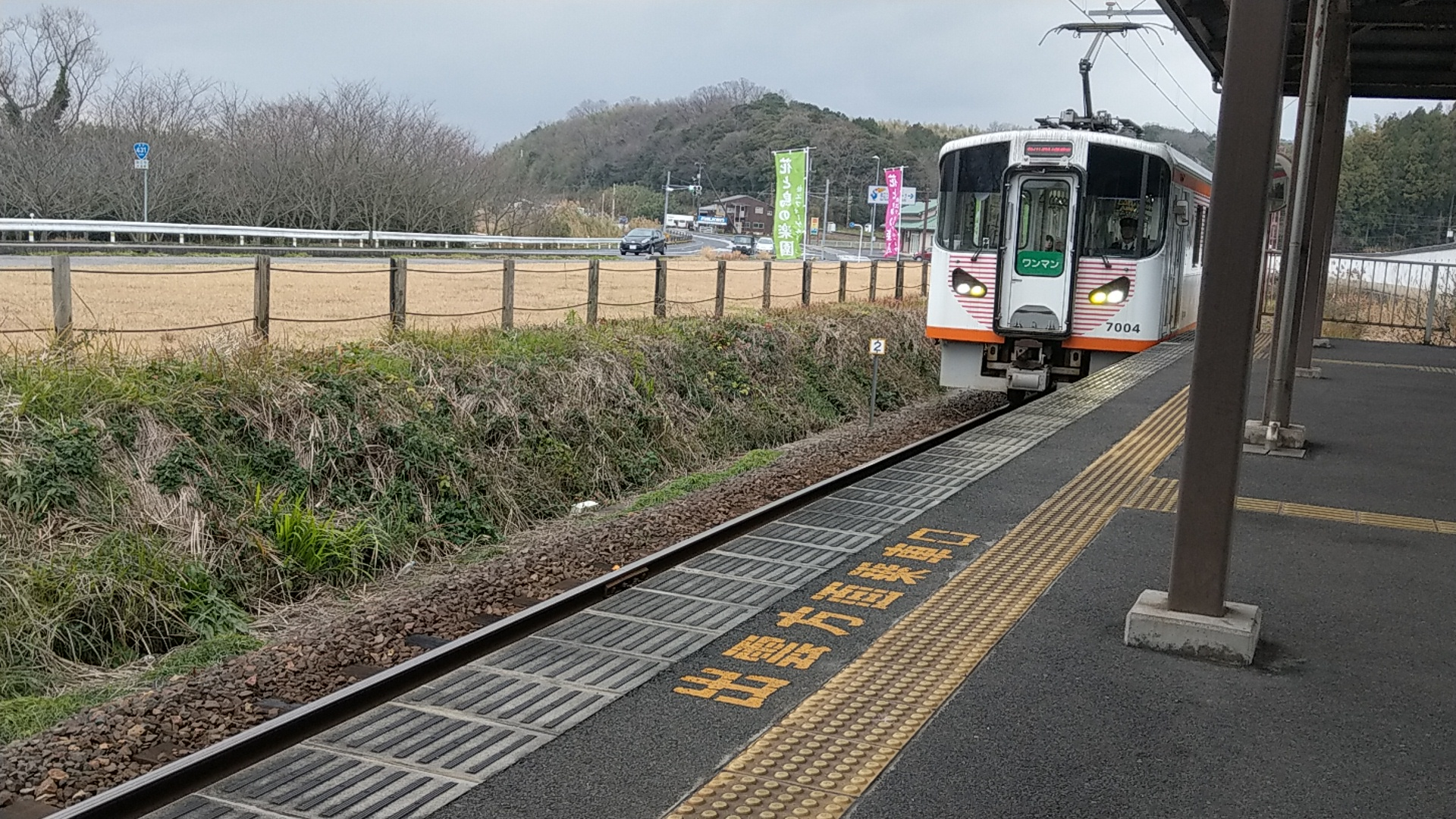
自電鐵出雲市方向進站中的列車

## 車站周邊
- 松江花鳥園
- 宍道湖

## 註記
1. ↑  由於松江花鳥園過去官方沒有使用中文名稱時，媒體曾依據發音將其翻譯為「松江沃格爾公園」或依據字面意思翻譯為「松江鳥園」 ，因此本站的名稱亦會隨之有不同的翻譯；目前該園委由一畑集團經營後官方已使用中文名稱「松江花鳥園」。

## 外部連結
- （日語） 松江花鳥園車站 （页面存档备份，存于） - 一畑電車